# 南特中央理工学院
南特中央理工学院（法语：École centrale de Nantes）是法国2018年认证的具有颁发工程师学位资质的205所工程师学校之一。学校于1919年以西部理工学院的名义成立。